# Codón de inicio

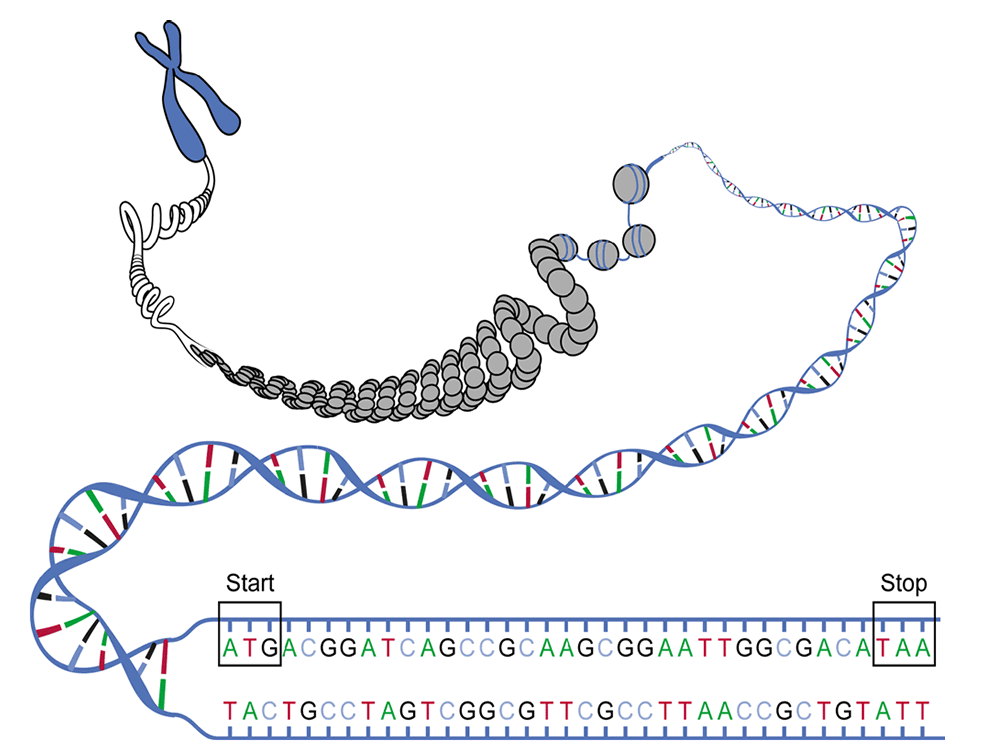
Esquema de un marco abierto de lectura, que incluye el codón de inicio (o start) y de parada (o stop).

El codón de inicio de la traducción o codón de inicio es una secuencia de ARN de tres nucleótidos (es decir, un codón) que indica a la maquinaria celular el lugar de la cadena en el que comienza la traducción del ARN mensajero. En el ADN se encuentra codificado en el triplete «TAC» (timina-adenina-citosina), mientras que, en el ARN mensajero, queda como «AUG» (adenina-uracilo-guanina). No obstante, en genética por convenio se hace referencia a la hebra "codificante" al hacer referencia a la secuencia análoga en el ADN, por lo que es frecuente encontrar en bibliografías que el codón de inicio se codifica en el ADN como ATG (complementario del TAC de la hebra molde que se transcribe). La causa de que se haga referencia a la hebra "codificante" es que es idéntica a la que se transcribirá a partir de la no codificante (TAC), también llamada hebra molde, transcrita o "no codificante", solo cambiando timinas por uracilos.
El codón de inicio no sólo es una señal de inicio de la traducción, sino que se traduce de forma efectiva, por lo que, al menos antes de su procesamiento proteolítico, todas las proteínas eucariotas poseen en su extremo amino terminal una metionina, que es el aminoácido correspondiente al codón según el código genético. En procariotas, dicha metionina se encuentra modificada como N-formilmetionina. Lo que no quiere decir que todo los componentes del proteoma posean dicha metionina en su extremo, pues es común que sea escindida enzimáticamente.
Si bien AUG es el codón de inicio más empleado en eucariotas, existen otros codones que también son válidos como inicio de la traducción. Dichas excepciones son bastante más comunes en procariotas, donde, como codones alternativos de inicio de la traducción, pueden emplearse GUG y UUG. Por ejemplo, Escherichia coli, una bacteria de la familia Enterobacteriaceae, emplea en un 83% de los casos ATG (AUG en el ARN), GTG en un 14% (GUG en el transcrito) y en un 3% TTG (UUG en el ARN) y aún algún otro.